# Lim Sun-young
Đây là một tên người Triều Tiên, họ là Lim.
Lim Sun-Young (tiếng Hàn: 임선영; Hanja: 林善永; sinh ngày 21 tháng 3 năm 1988) là một cầu thủ bóng đá Hàn Quốc thi đấu ở vị trí tiền vệ thi đấu cho Jeonbuk Hyundai.

## Sự nghiệp câu lạc bộ
Lim được chọn trong lựa chọn ưu tiên của đợt tuyển quân K-League 2011 bởi Gwangju FC.